# Valentine Fabre
Valentine Fabre (* 26. September 1976) ist eine französische Skibergsteigerin und Mitglied der Equipe de France de Ski de Montagne.

## Erfolge (Auswahl)
Bei der Europameisterschaft im Skibergsteigen 2005 erreichte sie im Staffelwettbewerb gemeinsam mit Nathalie Bourillon und Véronique Lathuraz den vierten Platz. Bei der Weltmeisterschaft im Skibergsteigen 2008 gewann sie ebenfalls in der Staffeldisziplin mit  Corinne Favre, Véronique Lathuraz und Nathalie Bourillon die Bronzemedaille und erreichte im Team mit Véronique Lathuraz den fünften Platz.

### Pierra Menta
- 2006: 5. Platz mit Muriel Vaudey
- 2007: 3. Platz mit Véronique Lathuraz
- 2008: 9. Platz mit Magali Jacquemoud